# Haute-Styrie
Pour les articles homonymes, voir Styrie.

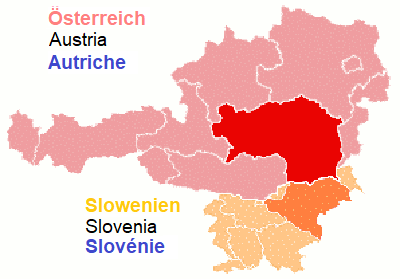
Le territoire de l'ancien duché de Styrie en Autriche et en Slovénie.

En slovène, la Haute-Styrie (Zgornja Štajerska) correspond au Land autrichien de Styrie que l'on oppose à la Basse-Styrie qui est le tiers méridional de l'ancien duché de Styrie faisant partie depuis la fin de la Première Guerre mondiale du royaume des Serbes, Croates et Slovènes devenu la Yougoslavie, et fait maintenant partie de la Slovénie indépendante. 
En Autriche, la désignation Haute-Styrie (en allemand : Obersteiermark) se réfère à la partie septentrionale, montagneuse et boisée du Land de Styrie correspondant aux districts de Bruck-Mürzzuschlag, Leoben, Liezen, Murau, et Murtal. Au sud-est de la région, les vallées de la Mur et de la Mürz (la Mur-Mürz-Furche) entre Judenburg et Mürzzuschlag sont industrialisées ; par contre, la partie occidentale de la Haute Styrie est dominée par l'agriculture et le tourisme. Le reste du Land, appelé la « Moyenne-Styrie » (Mittelsteiermark), est divisé le long de la Mur à la hauteur de Graz en Styrie occidentale et Styrie orientale.